# Saltillo kommun
Saltillo är en kommun i Mexiko.   Den ligger i delstaten Coahuila, i den centrala delen av landet, 700 km norr om huvudstaden Mexico City. Arean är 6 837 kvadratkilometer.
Terrängen i Saltillo är varierad.
Följande samhällen finns i Saltillo:
- Saltillo
- San Juan de la Vaquería
- Presa de los Muchachos
- Santa Teresa de los Muchachos
- Chapula
- Presa de San Pedro
- Puyas y las Hormigas
- Nuevo Gómez Farías
- Llanos de la Unión